# 郁文 (萬曆進士)
郁文（1539年—？），字從周，浙江紹興府山陰縣人，民籍，明朝政治人物。

## 生平
萬曆元年（1573年）癸酉科順天府鄉試第一百三名，萬曆五年（1577年）丁丑科會試第三十二名，登三甲第二百四十名進士。官郎中。

## 家族
曾祖郁臻；祖父郁瓛；父郁柬。前母金氏；母吳氏。慈侍下。弟郁言（知縣）。